# Hrvatski nogometni kup 1992-1993
La Hrvatski nogometni kup 1992./93. (coppa croata di calcio 1992-93) fu la seconda edizione della coppa nazionale croata e fu disputata dal settembre 1992 al giugno 1993
Il detentore era l'Inker Zaprešić, che in questa edizione si fermò in semifinale.
Il trofeo fu vinto dal Hajduk Spalato, al suo primo titolo nella competizione, il decimo contando anche i nove della Coppa di Jugoslavia. Il successo gli diede l'accesso alla Coppa delle Coppe 1993-1994.
La finalista sconfitta, Croazia Zagabria, vinse il campionato. Il club iniziò la stagione come HAŠK Građanski e cambiò il nome a torneo in corso. In pratica disputò i primi due turni col vecchio nome, e dai quarti in poi con quello nuovo.

## Partecipanti
Le 12 squadre della 1. HNL 1992 sono ammesse di diritto. Gli altri 20 posti sono stati assegnati attraverso qualificazioni.
| Ammesse di diritto | Passate attraverso le qualificazioni    | Passate attraverso le qualificazioni | Passate attraverso le qualificazioni | Passate attraverso le qualificazioni |         |
| Ammesse di diritto | Regione                                 | Squadre                              | Squadre                              | Squadre                              | Squadre |
| --- | --------------------------------------- | ------------------------------------ | ------------------------------------ | ------------------------------------ | ------- |
| - Cibalia - Dubrovnik - Hajduk Spalato - HAŠK Građanski - Inker Zaprešić - Istria - Osijek - Rijeka - Sebenico - Varteks Varaždin - Zara - NK Zagabria | Regione di Zagabria                     |                                      |                                      |                                      |         |
| - Cibalia - Dubrovnik - Hajduk Spalato - HAŠK Građanski - Inker Zaprešić - Istria - Osijek - Rijeka - Sebenico - Varteks Varaždin - Zara - NK Zagabria | Regione di Krapina e dello Zagorje      | Mladost Zabok                        |                                      |                                      |         |
| - Cibalia - Dubrovnik - Hajduk Spalato - HAŠK Građanski - Inker Zaprešić - Istria - Osijek - Rijeka - Sebenico - Varteks Varaždin - Zara - NK Zagabria | Regione di Sisak e della Moslavina      | Segesta                              |                                      |                                      |         |
| - Cibalia - Dubrovnik - Hajduk Spalato - HAŠK Građanski - Inker Zaprešić - Istria - Osijek - Rijeka - Sebenico - Varteks Varaždin - Zara - NK Zagabria | Regione di Karlovac                     |                                      |                                      |                                      |         |
| - Cibalia - Dubrovnik - Hajduk Spalato - HAŠK Građanski - Inker Zaprešić - Istria - Osijek - Rijeka - Sebenico - Varteks Varaždin - Zara - NK Zagabria | Regione di Varaždin                     | Podravina Ludbreg                    |                                      |                                      |         |
| - Cibalia - Dubrovnik - Hajduk Spalato - HAŠK Građanski - Inker Zaprešić - Istria - Osijek - Rijeka - Sebenico - Varteks Varaždin - Zara - NK Zagabria | Regione di Koprivnica e Križevci        | Koprivnica                           |                                      |                                      |         |
| - Cibalia - Dubrovnik - Hajduk Spalato - HAŠK Građanski - Inker Zaprešić - Istria - Osijek - Rijeka - Sebenico - Varteks Varaždin - Zara - NK Zagabria | Regione di Bjelovar e della Bilogora    |                                      |                                      |                                      |         |
| - Cibalia - Dubrovnik - Hajduk Spalato - HAŠK Građanski - Inker Zaprešić - Istria - Osijek - Rijeka - Sebenico - Varteks Varaždin - Zara - NK Zagabria | Regione litoraneo-montana               | Orijent                              | Kraljevica                           |                                      |         |
| - Cibalia - Dubrovnik - Hajduk Spalato - HAŠK Građanski - Inker Zaprešić - Istria - Osijek - Rijeka - Sebenico - Varteks Varaždin - Zara - NK Zagabria | Regione della Lika e di Segna           |                                      |                                      |                                      |         |
| - Cibalia - Dubrovnik - Hajduk Spalato - HAŠK Građanski - Inker Zaprešić - Istria - Osijek - Rijeka - Sebenico - Varteks Varaždin - Zara - NK Zagabria | Regione di Virovitica e della Podravina |                                      |                                      |                                      |         |
| - Cibalia - Dubrovnik - Hajduk Spalato - HAŠK Građanski - Inker Zaprešić - Istria - Osijek - Rijeka - Sebenico - Varteks Varaždin - Zara - NK Zagabria | Regione di Požega e della Slavonia      | Slavonija Požega                     |                                      |                                      |         |
| - Cibalia - Dubrovnik - Hajduk Spalato - HAŠK Građanski - Inker Zaprešić - Istria - Osijek - Rijeka - Sebenico - Varteks Varaždin - Zara - NK Zagabria | Regione di Brod e della Posavina        | Marsonia                             |                                      |                                      |         |
| - Cibalia - Dubrovnik - Hajduk Spalato - HAŠK Građanski - Inker Zaprešić - Istria - Osijek - Rijeka - Sebenico - Varteks Varaždin - Zara - NK Zagabria | Regione zaratina                        | Primorac Biograd                     |                                      |                                      |         |
| - Cibalia - Dubrovnik - Hajduk Spalato - HAŠK Građanski - Inker Zaprešić - Istria - Osijek - Rijeka - Sebenico - Varteks Varaždin - Zara - NK Zagabria | Regione di Osijek e della Baranja       | Baranja Beli Manastir                |                                      |                                      |         |
| - Cibalia - Dubrovnik - Hajduk Spalato - HAŠK Građanski - Inker Zaprešić - Istria - Osijek - Rijeka - Sebenico - Varteks Varaždin - Zara - NK Zagabria | Regione di Sebenico e Tenin             |                                      |                                      |                                      |         |
| - Cibalia - Dubrovnik - Hajduk Spalato - HAŠK Građanski - Inker Zaprešić - Istria - Osijek - Rijeka - Sebenico - Varteks Varaždin - Zara - NK Zagabria | Regione di Vukovar e della Sirmia       | Croatia Bogdanovci                   | Graničar Županja                     |                                      |         |
| - Cibalia - Dubrovnik - Hajduk Spalato - HAŠK Građanski - Inker Zaprešić - Istria - Osijek - Rijeka - Sebenico - Varteks Varaždin - Zara - NK Zagabria | Regione spalatino-dalmata               | RNK Spalato                          |                                      |                                      |         |
| - Cibalia - Dubrovnik - Hajduk Spalato - HAŠK Građanski - Inker Zaprešić - Istria - Osijek - Rijeka - Sebenico - Varteks Varaždin - Zara - NK Zagabria | Regione istriana                        | Uljanik                              |                                      |                                      |         |
| - Cibalia - Dubrovnik - Hajduk Spalato - HAŠK Građanski - Inker Zaprešić - Istria - Osijek - Rijeka - Sebenico - Varteks Varaždin - Zara - NK Zagabria | Regione raguseo-narentana               | Neretva Metković                     | Orebić                               |                                      |         |
| - Cibalia - Dubrovnik - Hajduk Spalato - HAŠK Građanski - Inker Zaprešić - Istria - Osijek - Rijeka - Sebenico - Varteks Varaždin - Zara - NK Zagabria | Regione del Međimurje                   | Čakovec                              |                                      |                                      |         |
| - Cibalia - Dubrovnik - Hajduk Spalato - HAŠK Građanski - Inker Zaprešić - Istria - Osijek - Rijeka - Sebenico - Varteks Varaždin - Zara - NK Zagabria | Città di Zagabria                       | Rudeš                                | Trešnjevka                           | Špansko Zagabria                     |         |

### Riepilogo
| 1ª Divisione 1.HNL | 2ª Divisione 2.HNL                                                                           | Divisioni inferiori |
| --- | -------------------------------------------------------------------------------------------- | --- |
| Cibalia Dubrovnik Hajduk Spalato HAŠK Građanski Inker Zaprešić Istria Osijek Rijeka Segesta Sebenico Varteks Varaždin Zara NK Zagabria | Čakovec Kraljevica Marsonia Neretva Metković Orijent RNK Spalato Špansko Zagabria Trešnjevka | Baranja Beli Manastir Croatia Bogdanovci Graničar Županja Križevci Mladost Zabok Orebić Podravina Ludbreg Primorac Biograd Rudeš Slavonija Požega Uljanik |
| non ammesse: |                                                                                              | |
| Belišće Pazinka Pazin Radnik Velika Gorika                                                                                             | le altre 24 squadre                                                                          | tutte le altre squadre |

### Calendario
| Turno      | Date                                      | Incontri | Squadre | Entrate |
| ---------- | ----------------------------------------- | -------- | ------- | ------- |
| Sedicesimi | 22 e 23 settembre 1992 6 e 7 ottobre 1992 | 32       | 32 → 16 | 32      |
| Ottavi     | 17 e 18 novembre 1992 5 e 6 dicembre 1992 | 16       | 16 → 8  | Nessuna |
| Quarti     | 24 marzo 1993 6 e 7 aprile 1993           | 8        | 8 → 4   | Nessuna |
| Semifinali | 21 aprile 1993 5 maggio 1993              | 4        | 4 → 2   | Nessuna |
| Finale     | 19 maggio 1993 2 giugno 1993              | 2        | 2 → 1   | Nessuna |

## Sedicesimi di finale
La partita Dubrovnik–Neretva Metković è stata interrotta all'86' perché il calciatore ospite Valentin Karlušić ha colpito l'arbitro Edo Trivković di Spalato.
| Squadra 1        | Totale          | Squadra 2             | Andata     | Ritorno    |
| ---------------- | --------------- | --------------------- | ---------- | ---------- |
|                  |                 |                       | 23.09.1992 | 07.10.1992 |
| Križevci         | 0 – 3           | Sebenico              | 0 – 0      | 0 – 3      |
| Hajduk Spalato   | 4 – 3           | RNK Spalato           | 0 – 3      | 4 – 0      |
| Primorac Biograd | 3 – 3 (1-3 dtr) | Kraljevica            | 2 – 1      | 1 – 2      |
| Rudeš            | 0 – 14          | HAŠK Građanski        | 0 – 1      | 0 – 13     |
| Croatia Đakovo   | 2 – 4           | Slavonija Požega      | 2 – 0      | 0 – 4      |
| Marsonia         | 8 – 0           | Mladost Zabok         | 4 – 0      | 4 – 0      |
| Neretva Metković | 0 – 2           | Dubrovnik             | 0 – 0      | 0 – 2      |
| Varteks Varaždin | 2 – 2 (4-3 dtr) | Graničar Županja      | 2 – 0      | 0 – 2      |
| Rijeka           | 4 – 3           | Segesta               | 2 – 2      | 2 – 1      |
| Istria           | 4 – 1           | Orebić                | 3 – 0      | 1 – 1      |
| Špansko Zagabria | 3 – 8           | Trešnjevka            | 2 – 3      | 1 – 5      |
| Zara             | 8 – 2           | Baranja Beli Manastir | 7 – 0      | 1 – 2      |
| Orijent          | 1 – 5           | Osijek                | 0 – 3      | 1 – 2      |
| Čakovec          | 2 – 5           | NK Zagabria           | 1 – 1      | 1 – 4      |
| Cibalia          | 14 – 2          | Podravina Ludbreg     | 10 – 1     | 4 – 1      |
| Uljanik          | 0 – 4           | Inker Zaprešić        | 0 – 1      | 0 – 3      |

## Ottavi di finale
| Squadra 1        | Totale      | Squadra 2      | Andata     | Ritorno    |
| ---------------- | ----------- | -------------- | ---------- | ---------- |
|                  |             |                | 18.11.1992 | 06.12.1992 |
| Slavonija Požega | 2 – 16      | HAŠK Građanski | 2 – 5      | 0 – 11     |
| Varteks Varaždin | 2 – 1       | Rijeka         | 2 – 0      | 0 – 1      |
| Cibalia          | 1 – 1 (gfc) | Inker Zaprešić | 1 – 1      | 0 – 0      |
| Sebenico         | 4 – 3       | NK Zagabria    | 3 – 2      | 1 – 1      |
| Istria           | 0 – 6       | Osijek         | 0 – 0      | 0 – 6      |
| Zara             | 4 – 2       | Trešnjevka     | 4 – 0      | 0 – 2      |
| Marsonia         | 3 – 6       | Dubrovnik      | 1 – 3      | 2 – 3      |
| Hajduk Spalato   | 5 – 0       | Kraljevica     | 1 – 0      | 4 – 0      |

## Quarti di finale
La partita Dubrovnik–Inker Zaprešić è stata rinviata al 31 marzo a causa del bombardamento serbo-montenegrino su Ragusa.
| Squadra 1        | Totale | Squadra 2        | Andata     | Ritorno    |
| ---------------- | ------ | ---------------- | ---------- | ---------- |
|                  |        |                  | 24.03.1993 | 07.04.1993 |
| Dubrovnik        | 1 – 2  | Inker Zaprešić   | 1 – 1      | 0 – 1      |
| Sebenico         | 2 – 3  | Zara             | 1 – 1      | 1 – 2      |
| Hajduk Spalato   | 5 – 0  | Osijek           | 2 – 0      | 3 – 0      |
| Varteks Varaždin | 1 – 3  | Croazia Zagabria | 1 – 2      | 0 – 1      |

## Semifinali
| Squadra 1        | Totale | Squadra 2      | Andata     | Ritorno    |
| ---------------- | ------ | -------------- | ---------- | ---------- |
|                  |        |                | 21.04.1993 | 05.05.1993 |
| Croazia Zagabria | 3 – 2  | Inker Zaprešić | 2 – 1      | 1 – 1      |
| Hajduk Spalato   | 4 – 2  | Zara           | 2 – 0      | 2 – 2      |

## Finale
| Squadra 1      | Totale | Squadra 2        | Andata     | Ritorno    |
| -------------- | ------ | ---------------- | ---------- | ---------- |
|                |        |                  | 19.05.1993 | 02.06.1993 |
| Hajduk Spalato | 5 – 3  | Croazia Zagabria | 4 – 1      | 1 – 2      |

### Andata
| Arbitro: | Poljak (Zagabria) |

|                                            |           |            |
| Kozniku 35’, 53’ Jeličić 45’ Novaković 77’ | Marcatori | 75’ Stanić |

| Hajduk | Croazia |

|                 |    |                    |     |
|                 |    |                    |     |
|                 | 1  | Vatroslav Mihačić  |     |
|                 | 2  | Darko Butorović    |     |
|                 | 3  | Mario Novaković    |     |
|                 | 4  | Joško Španjić      |     |
|                 | 5  | Saša Peršon        |     |
|                 | 6  | Slaven Bilić       |     |
|                 | 7  | Joško Jeličić      |     |
|                 | 8  | Ante Miše          |     |
|                 | 9  | Milan Rapaić       | 58’ |
|                 | 10 | Ivica Mornar       | 67’ |
|                 | 11 | Ardian Kozniku     |     |
| A disposizione: |    |                    |     |
|                 | ?  | Stipe Balajić      | 58’ |
|                 | ?  | Robert Vladislavić | 67’ |
| Allenatore:     |    |                    |     |
| Ivan Katalinić  |    |                    |     |

|                   |    |                     |     |
|                   |    |                     |     |
|                   | 1  | Dražen Ladić        | 46’ |
|                   | 2  | Dževad Turković     |     |
|                   | 3  | Damir Lesjak        |     |
|                   | 4  | Andrej Panadić      |     |
|                   | 5  | Mario Stanić        |     |
|                   | 6  | Slavko Ištvanić     |     |
|                   | 7  | Sejad Halilović     |     |
|                   | 8  | Željko Adžić        |     |
|                   | 9  | Goran Vlaović       |     |
|                   | 10 | Vjekoslav Škrinjar  |     |
|                   | 11 | Igor Cvitanović     |     |
| A disposizione:   |    |                     |     |
|                   | 12 | Miralem Ibrahimović | 46’ |
| Allenatore:       |    |                     |     |
| Miroslav Blažević |    |                     |     |

### Ritorno
| Arbitro: | Beusan (Ragusa) |

|                                |           |             |
| Vlaović 15’ (rig.), 71’ (rig.) | Marcatori | 82’ Kozniku |

| Croazia | Hajduk |

|                   |    |                     |     |
|                   |    |                     |     |
|                   | 1  | Miralem Ibrahimović |     |
|                   | 2  | Dario Šimić         | 46’ |
|                   | 3  | Goran Borović       |     |
|                   | 4  | Andrej Panadić      |     |
|                   | 5  | Josip Gašpar        |     |
|                   | 6  | Slavko Ištvanić     |     |
|                   | 7  | Sejad Halilović     |     |
|                   | 8  | Željko Adžić        |     |
|                   | 9  | Goran Vlaović       |     |
|                   | 10 | Mario Stanić        |     |
|                   | 11 | Željko Pakasin      |     |
| A disposizione:   |    |                     |     |
|                   | ?  | Silvio Marić        | 46’ |
| Allenatore:       |    |                     |     |
| Miroslav Blažević |    |                     |     |

|                 |    |                   |     |
|                 |    |                   |     |
|                 | 1  | Vatroslav Mihačić |     |
|                 | 2  | Darko Butorović   |     |
|                 | 3  | Mario Novaković   |     |
|                 | 4  | Joško Španjić     |     |
|                 | 5  | Stipe Balajic     |     |
|                 | 6  | Slaven Bilić      |     |
|                 | 7  | Joško Jeličić     |     |
|                 | 8  | Ante Miše         |     |
|                 | 9  | Milan Rapaić      | 72’ |
|                 | 10 | Ivica Mornar      | 80’ |
|                 | 11 | Ardian Kozniku    |     |
| A disposizione: |    |                   |     |
|                 | ?  | Tomislav Erceg    | 72’ |
|                 | ?  | Dean Računica     | 80’ |
| Allenatore:     |    |                   |     |
| Ivan Katalinić  |    |                   |     |

## Marcatori
| Pos. | Giocatore        | Squadra          | Reti |
| ---- | ---------------- | ---------------- | ---- |
| 1    | Goran Vlaović    | Croazia Zagabria | 13   |
| 2    | Mario Stanić     | Croazia Zagabria | 8    |
| 3    | Dragan Buterin   | Zara             | 5    |
| 3    | Igor Cvitanović  | Croazia Zagabria | 5    |
| 3    | Tomislav Erceg   | Hajduk Spalato   | 5    |
| 3    | Ivica Marjanović | Trešnjevka       | 5    |
| 3    | Ivica Radoš      | Cibalia          | 5    |
| 8    | Željko Brnadić   | Marsonia         | 4    |
| 8    | Robert Špehar    | Osijek           | 4    |